# طلوع وودو
طلوع وودو (به انگلیسی: Voodoo Dawn) فیلمی محصول سال ۱۹۹۱ و به کارگردانی استیون فایبرگ است. در این فیلم بازیگرانی همچون تونی تاد، جینا گرشان، ریموند سنت ژاکوس، تریسا مریت و گلوریا روبن ایفای نقش کرده‌اند.